# Eucla
Eucla è la località più orientale dell'Australia Occidentale, situata nella regione di Goldfields-Esperance dell'Australia occidentale lungo la Eyre Highway, circa 11 chilometri a ovest del confine dell'Australia del Sud. Al censimento del 2006, Eucla aveva una popolazione di soli 86 abitanti.

## Fuso orario
Eucla e la zona circostante, in particolare Mundrabilla e Madura, utilizzano il particolarissimo fuso orario di UTC+8:45. Sebbene non abbia alcun riconoscimento ufficiale, questa convenzione è universalmente osservata in questa zona, fino alla regione appena a est di Caiguna.